# Eloeophila vernata
Eloeophila vernata är en tvåvingeart som först beskrevs av Alexander 1927.  Eloeophila vernata ingår i släktet Eloeophila och familjen småharkrankar. Inga underarter finns listade i Catalogue of Life.